# Catwalk

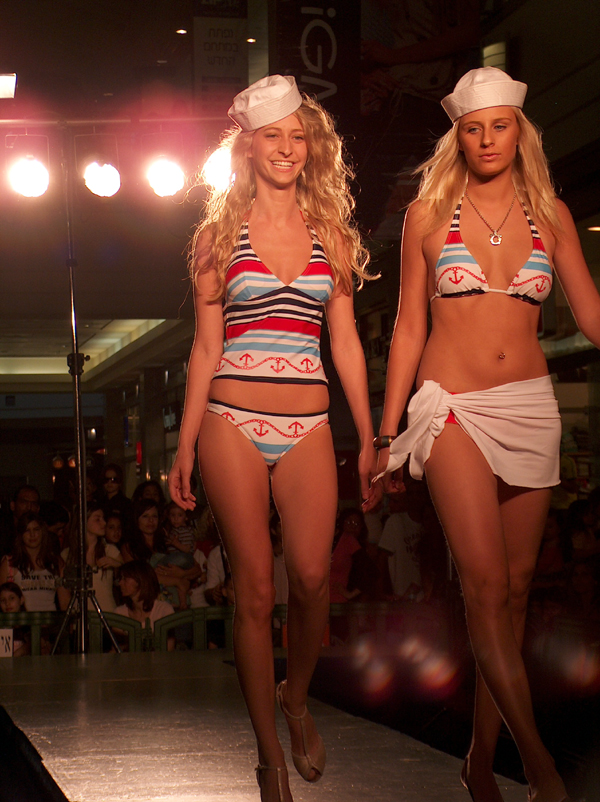
Twee mannequins op de catwalk

1. Een catwalk is een langwerpig podium tussen het publiek door waarop de mode gepresenteerd wordt door mannequins en dressmen tijdens een modeshow.

De modellen tonen de kleding door over de catwalk te lopen, op een bepaald punt te draaien en naar het beginpunt terug te lopen. 
In het modejargon wordt de zin "Wat is er op de catwalk?" ("What's on the catwalk?") gebruikt om te verwijzen naar wat nieuw en populair in de mode is.
Het woord catwalk komt uit het Engels en is oorspronkelijk een verwijziging naar een smalle, hoge loopbrug, bijvoorbeeld langs een brug of een gebouw die men moet oversteken zoals een kat loopt.
Vanaf het midden van de 20e eeuw kreeg het ook betrekking op het langwerpige podium waarop mannequins lopen.

## Trivia
De band Right Said Fred maakte in de jaren 90 het nummer "I'm Too Sexy" over het fenomeen "catwalk".